# Spinotarsus tristis
Spinotarsus tristis är en mångfotingart som beskrevs av Kraus 1960. Spinotarsus tristis ingår i släktet Spinotarsus och familjen Odontopygidae. Inga underarter finns listade i Catalogue of Life.